# SN 2006si
SN 2006si – supernowa typu Ia odkryta 14 listopada 2006 roku w galaktyce A020951-0343. W momencie odkrycia miała maksymalną jasność 22,60m.